# Robert Gaineyev
Robert Gaineyev, né le 28 juin 1994 à Kyzylorda, est un coureur cycliste kazakh. Il participe à des compétitions sur route et sur piste.

## Palmarès sur piste

### Championnats du monde
- Londres 2016
  - 18e du scratch
- Hong Kong 2017
  - 16e du scratch[1]
- Pruszków 2019
  - 15e du scratch

### Championnats du monde juniors
- Invercargill 2012
  -  Médaillé de bronze du scratch

### Championnats d'Asie
- Izu 2016
  -  Médaillé d'argent du scratch
  -  Médaillé de bronze de l'américaine
- New Dehli 2017
  -  Médaillé de bronze du scratch
- Jakarta 2019
  -  Médaillé de bronze de la poursuite par équipes

### Championnats nationaux
- 2015
  -  Champion du Kazakhstan de poursuite par équipes (avec Assylkhan Turar, Madi Azen et Pazylbek Zhaksylyk)
  - 2e du championnat du Kazakhstan de scratch
- 2016
  -  Champion du Kazakhstan de poursuite par équipes (avec Assylkhan Turar, Karim Buzin et Azen Madi)
  - 3e du championnat du Kazakhstan de course aux points
  - 3e du championnat du Kazakhstan de l'américaine
- 2019
  -  Champion du Kazakhstan de poursuite par équipes (avec Assylkhan Turar, Gabiden Azen et Igor Yussifov)
  - 3e du championnat du Kazakhstan de l'américaine
  - 3e du championnat du Kazakhstan de scratch

## Palmarès sur route
- 2012
  -  Médaillé de bronze du championnat d'Asie du contre-la-montre juniors